# Radošovce (Skalica)
|  | No s'ha de confondre amb Radošovce (Trnava). |

Radošovce és un poble i municipi d'Eslovàquia que es troba a la regió de Trnava, a l'oest del país.

## Història
La primera menció escrita de la vila es remunta al 1473.

## Geografia
El municipi es troba a una altitud de 223 metres i cobreix una superfície de 26.599 km². Té una població d'unes 1766 persones (2022)

## Demografia
| Godina             | 1994 | 2004   | 2014   | 2024   |
| ------------------ | ---- | ------ | ------ | ------ |
| Nombre de persones | 1781 | 1812   | 1790   | 1733   |
| Diferència         |      | +1,74% | −1,21% | −3,18% |

| Godina             | 2023 | 2024   |
| ------------------ | ---- | ------ |
| Nombre de persones | 1737 | 1733   |
| Diferència         |      | −0,23% |

## Monuments
- Església Catòlica Romana de la Nativitat de la Mare de Déu, un edifici d'una nau originàriament gòtica amb una terminació poligonal del presbiteri i una torre de la segona meitat del segle xv. Va ser ampliada el 1560. Va sofrir importants modificacions barroques els anys 1744-1762, i es van fer més modificacions al segle xix.[5] Les façanes de l'església estan dividides per marcs i finestres de mig punt amb xamfràns. La façana barroca està dividida per pilastres i acaba amb un escut de voluta amb timpà amb fornícula. La torre està dividida horitzontalment per una cornisa de cordó, les cantonades són escairades. A la part superior, està revestida de pilastres i acabada amb una cornisa de coronament amb amb un rellotge i amb torres cantoneres.

- Capella de St. Estanislau, un edifici classicista de planta circular amb un final semicircular i un vestíbul de principis del segle xix. Es va ampliar a finals del segle xix. El mobiliari de la capella és de principis del segle xx, llevat de la imatge de St. Estanislau de mitjans del segle xix.[6] Les façanes de la capella estan dividides per pilastres i finestres tèrmiques. S'acaba amb una cúpula. El vestíbul està acabat amb un gablet triangular i una petita torre de coberta amb un casc campaniforme.

- Estàtua de la Pietat, escultura popular barroca sobre una columna de la primera meitat del segle xix. Es troba davant de l'església.[7]

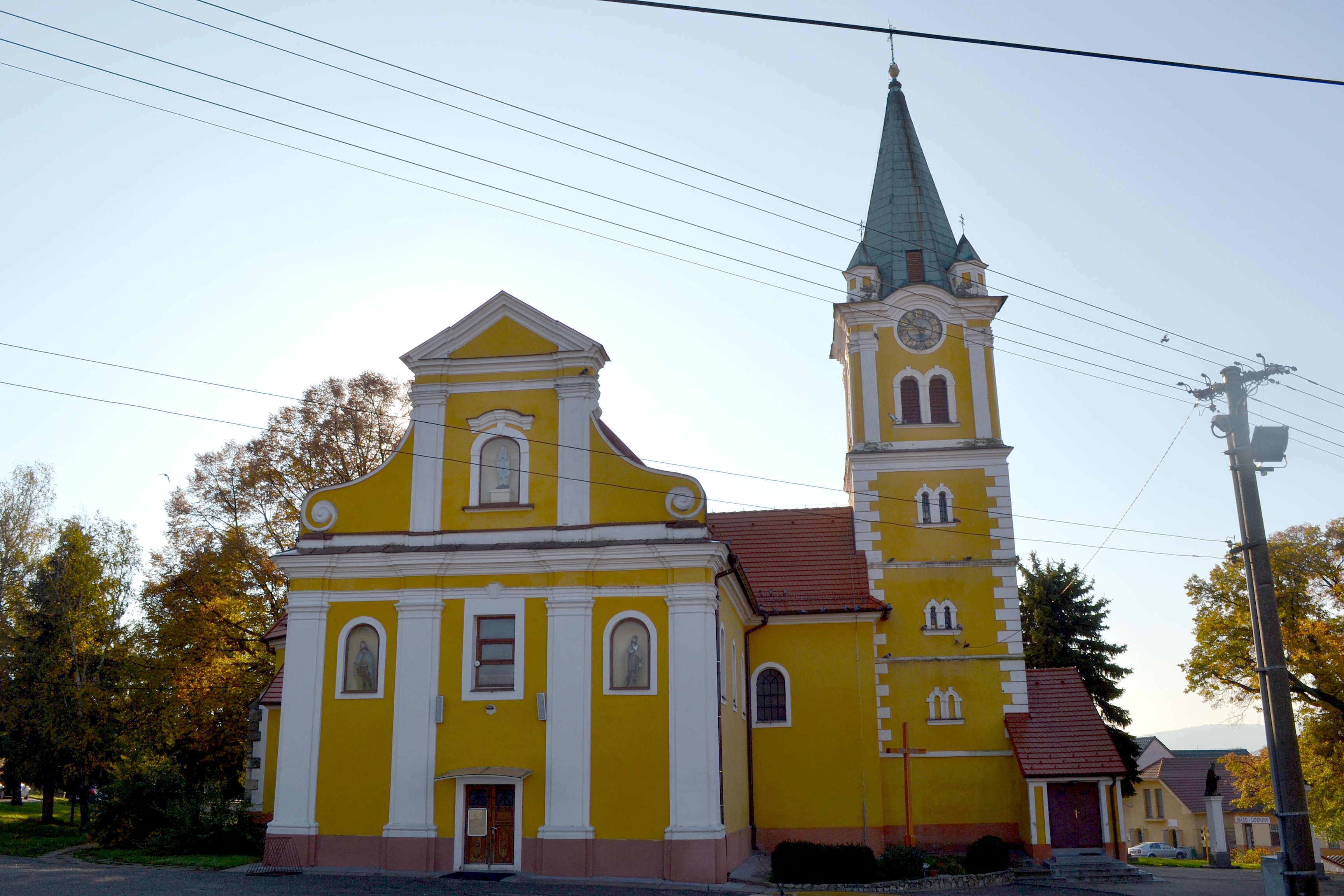
Església de la Nativitat de la Mare de Déu
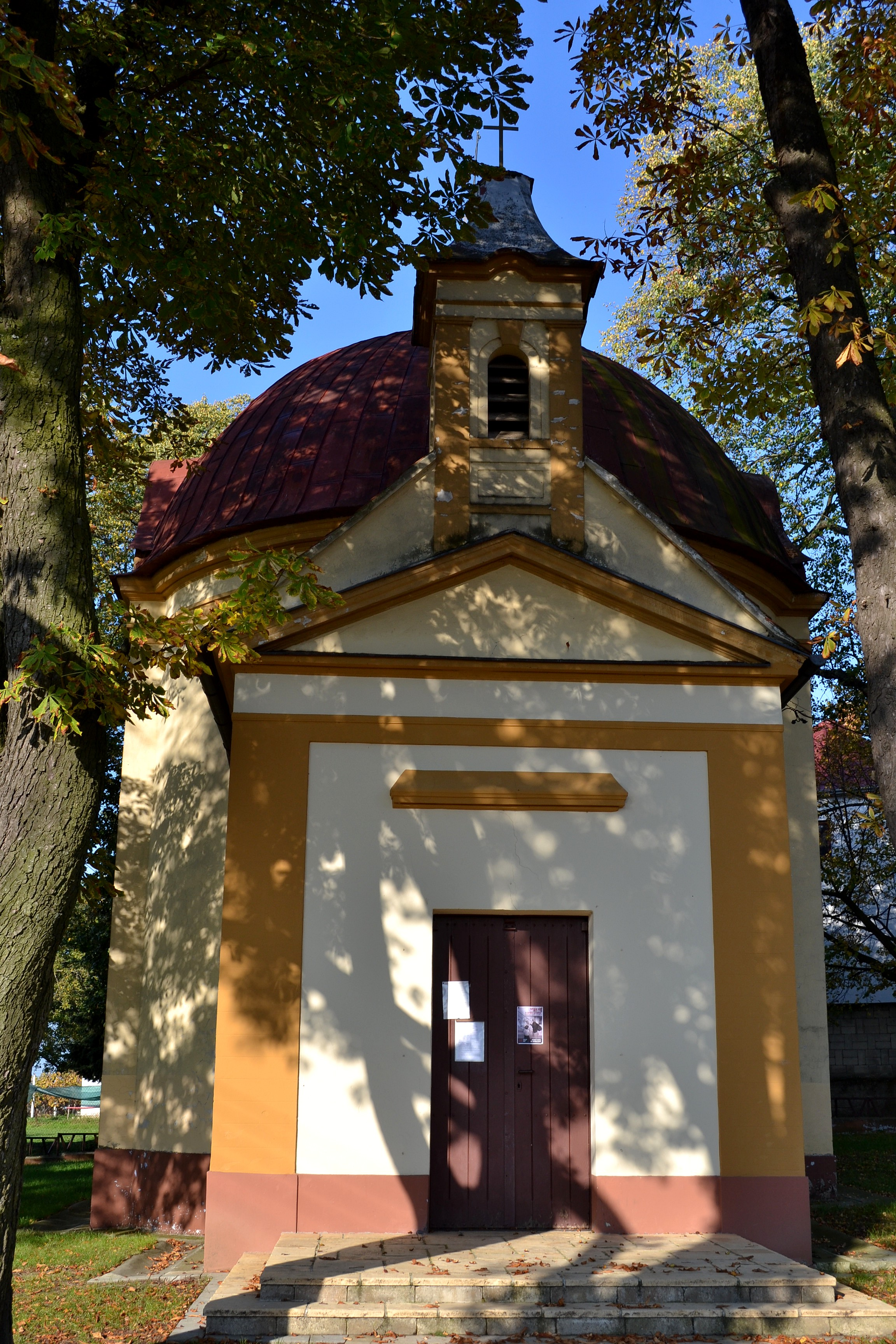
Capella de St. Estanislau
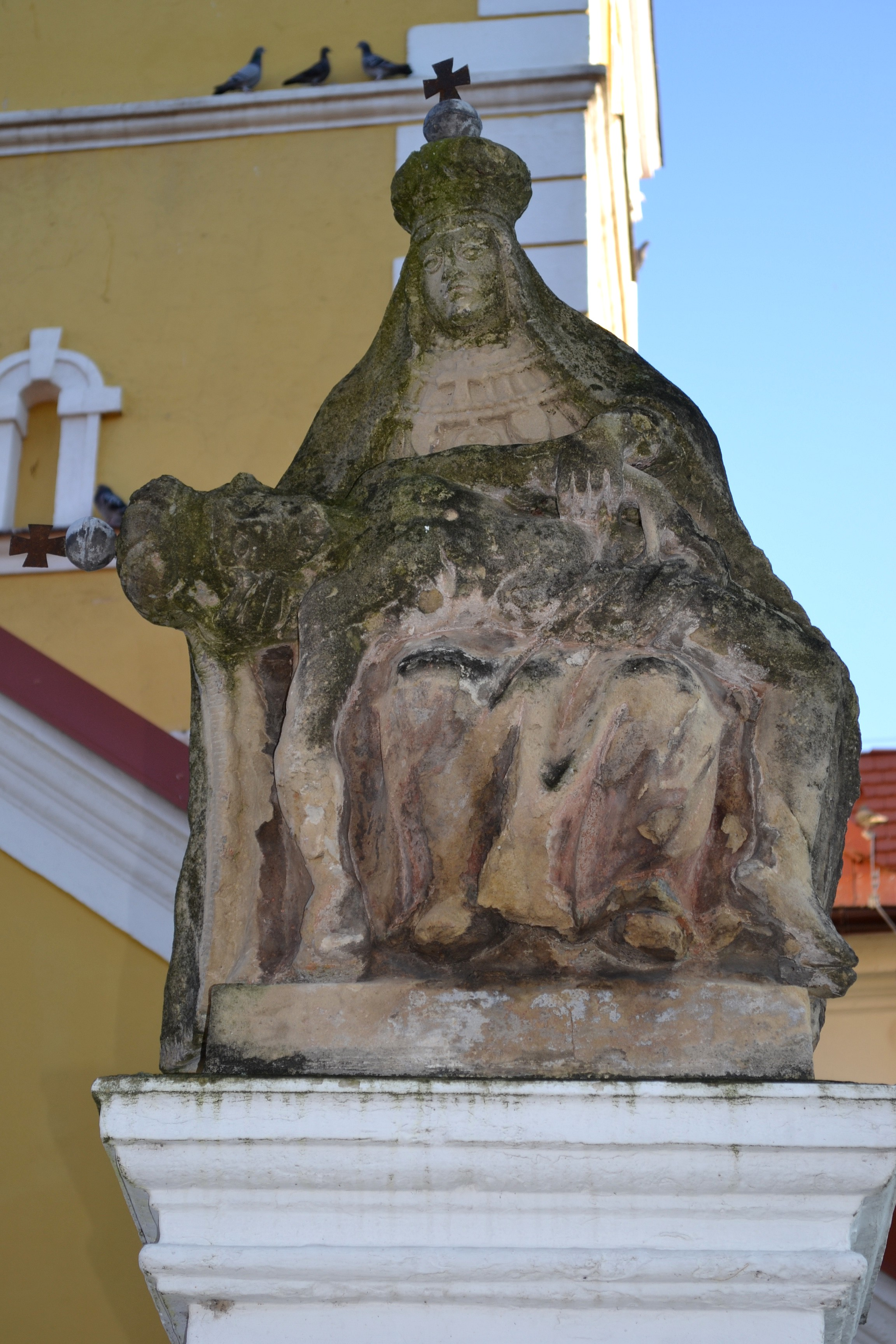
Estàtua de la Pietat

## Persones il·lustres
- Ľudmila Pajdušáková (1916-1979): astrònoma i física eslovaca.
- Ján Vetva (1923-2019): sacerdot catòlic romà, salesià, poeta (de nom real Vít Ušák), publicista, i traductor.

## Viles agermanades
- Kirchroth, Alemanya
- Bořetice, República Txeca